# Ilford, Australien
Ilford är en ort i Australien. Den ligger i kommunen Mid-Western Regional och delstaten New South Wales, i den sydöstra delen av landet, omkring 160 kilometer nordväst om delstatshuvudstaden Sydney. Antalet invånare är 240.
Runt Ilford är det mycket glesbefolkat, med 3 invånare per kvadratkilometer.. Närmaste större samhälle är Kandos, omkring 15 kilometer nordost om Ilford. 
I omgivningarna runt Ilford växer huvudsakligen savannskog. Genomsnittlig årsnederbörd är 932 millimeter. Den regnigaste månaden är februari, med i genomsnitt 172 mm nederbörd, och den torraste är oktober, med 38 mm nederbörd.